# Irlanda unita

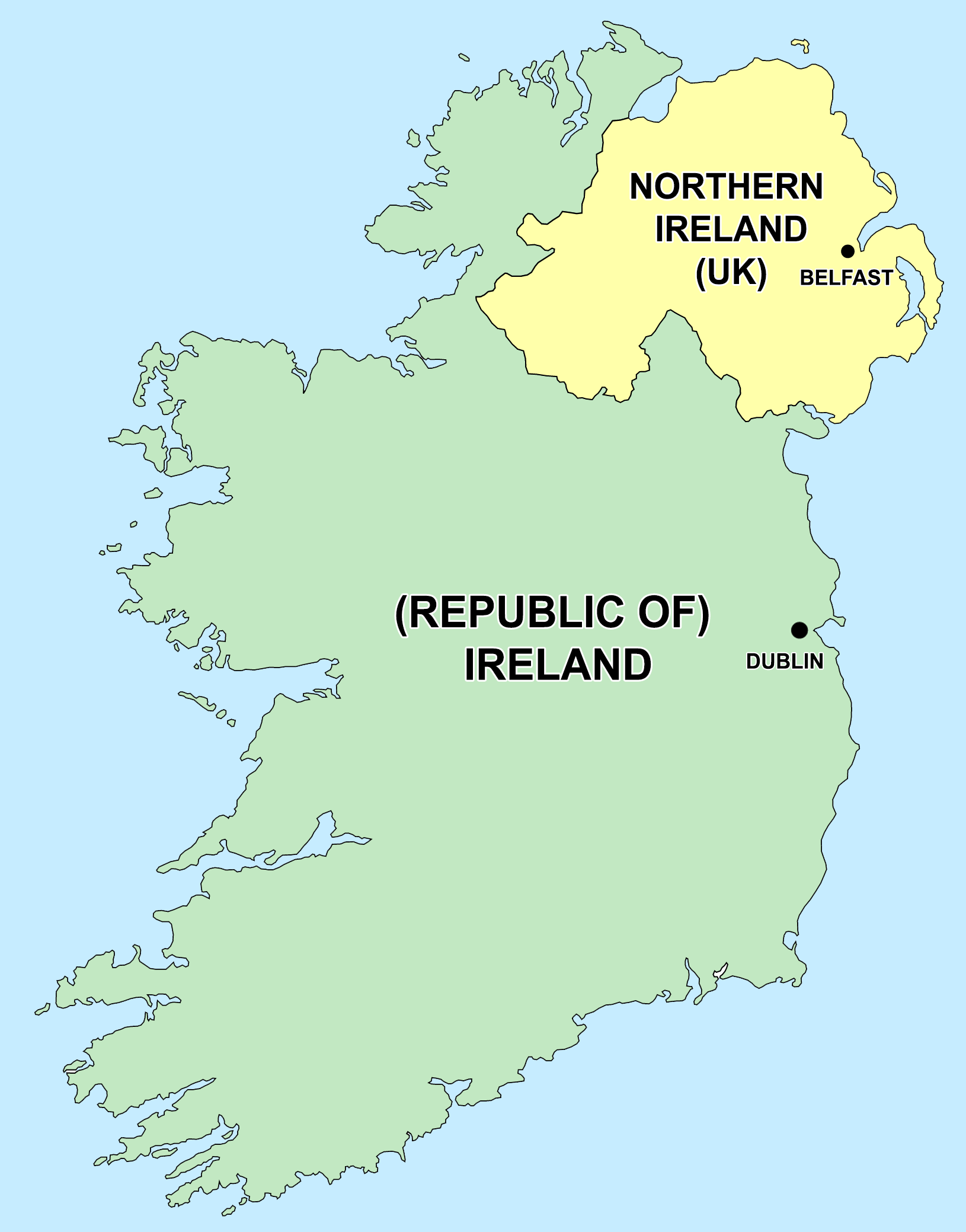
Mappa politica dell'Irlanda che mostra la Repubblica d'Irlanda e l'Irlanda del Nord

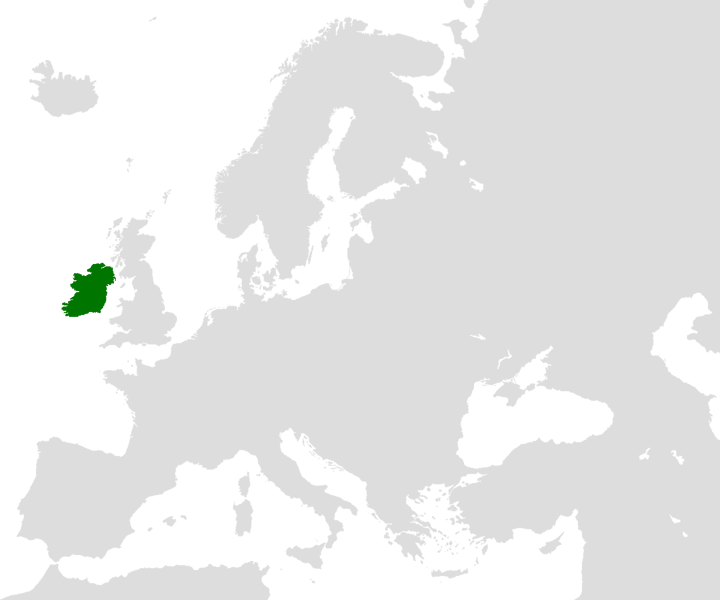
Irlanda in Europa

L'Irlanda unita (chiamata anche riunificazione irlandese) è la proposizione secondo cui l'intera Irlanda dovrebbe essere un unico Stato sovrano.
Al momento, l'isola è divisa politicamente: la Repubblica d'Irlanda copre la maggior parte dell'isola, mentre l'Irlanda del Nord è una delle
quattro nazioni costitutive del Regno Unito. Raggiungere un'Irlanda unita è un principio centrale del nazionalismo irlandese, in particolare delle organizzazioni politiche e paramilitari repubblicane irlandesi, corrente principale e dissidenti. Gli unionisti sostengono che l'Irlanda del Nord rimanga parte del Regno Unito e quindi si oppongono all'unificazione irlandese.
L'Irlanda è divisa dal maggio 1921, quando l'attuazione del Government of Ireland Act 1920 creò lo stato dell'Irlanda del Nord all'interno del Regno Unito. Il Trattato anglo-irlandese, che portò all'indipendenza dello Stato Libero Irlandese riconobbe la spartizione, ma ciò fu contrastato dai repubblicani anti-Trattato. Quando il partito anti-Trattato Fianna Fáil salì al potere negli anni '30, adottò una nuova costituzione che rivendicava la sovranità su tutta l'isola. L'Irish Republican Army (IRA) aveva l'Irlanda unita come obiettivo durante il conflitto con le forze di sicurezza britanniche e i paramilitari lealisti dagli anni '60 agli anni '90 noti come The Troubles. L'Accordo del Venerdì Santo firmato nel 1998, che pose fine al conflitto, riconosceva la legittimità del desiderio di un'Irlanda unita, pur dichiarando che poteva essere raggiunto solo con il consenso di una maggioranza della popolazione dell'Irlanda del Nord. Nel 2016 lo Sinn Féin ha chiesto un referendum sull'Irlanda unita in seguito alla decisione del Regno Unito di lasciare l'Unione europea (UE). Il Taoiseach Enda Kenny ha detto che in caso di riunificazione, l'Irlanda del Nord dovrebbe essere autorizzata a ricongiungersi all'UE, così come la Germania dell'Est dopo la caduta del Muro di Berlino.
In termini demografici, le sei contee dell'Irlanda del Nord nel loro insieme contengono una maggioranza di protestanti dell'Ulster che in gran parte preferiscono l'unione con la Gran Bretagna, anche se individualmente quattro delle sei contee hanno maggioranze irlandesi cattoliche che votano per i partiti nazionalisti irlandesi. Le denominazioni religiose dei cittadini dell'Irlanda del Nord sono comunque solo un indice grossolano delle probabili preferenze politiche, in quanto vi sono sia nazionalisti protestanti che unionisti cattolici; in particolare, i sondaggi identificano un numero significativo di cattolici che preferiscono la continuazione dell'unione senza identificarsi come unionisti o britannici. Un sondaggio del maggio 2017 ha rilevato che il 51% era favorevole a tenere un referendum su un'Irlanda unita entro i successivi cinque anni.